# 昌黎郡
昌黎郡（しょうれい-ぐん）は、中国にかつて存在した郡。三国時代から隋初にかけて、現在の遼寧省西部に設置された。

## 概要
後漢の遼東属国を前身とする。遼東属国は幽州に属し、昌黎・賓徒・徒河・夫犂・険瀆・房の6県を管轄した。遼東属国は後漢末にひとたび廃止された。
244年（三国魏の正始5年）、遼東属国が復活した。ほどなく遼東属国は昌黎郡と改められた。昌黎郡は幽州に属し、郡治は昌黎県に置かれた。
276年（西晋の咸寧2年）、昌黎郡は平州に転属した。西晋の昌黎郡は昌黎・賓徒の2県を管轄した。
444年（北魏の太平真君5年）、昌黎郡は営州に転属した。533年（永熙2年）、南営州に転属した。北魏の昌黎郡は龍城・広興・定荒の3県を管轄した。
581年（隋の開皇元年）、昌黎郡は易州に転属した。583年（開皇3年）、隋が郡制を廃すると、昌黎郡は廃止されて、易州に編入された。